# Sant Iscle de Vallalta
Sant Iscle de Vallalta és un municipi de la comarca del Maresme. La superfície del terme municipal és de 17,72 km², dels quals 800 hectàrees són dins del Parc Natural del Montnegre i el Corredor. Els 1.200 habitants es distribueixen entre el nucli urbà, els tres veïnats històrics, dues urbanitzacions i prop de 150 cases a pagès.
El nucli urbà té alguns comerços i s'hi poden trobar fruiteries, forns de pa i un parell de bars i restaurants. Un cap de setmana de la primera quinzena de maig se celebra la tradicional festa de la maduixa, un dels productes agraris destacats que es cultiven al municipi
Els dijous té lloc el mercat setmanal.
L'església de Sant Iscle es va consagrar al segle xi. En els fogatges del segle xv consta com Sant Iscle de Vallalta, incloent-hi el poble de Canet de Mar. En els primers censos del segle xix es va castellanitzar San Acisclo de Vallalta. El 1933 es va recuperar el mateix nom actual, canviat en el context revolucionari de 1937 a Vallalta del Maresme. Durant el franquisme es va retornar al nom castellanitzat no canviat fins al 1983.
| Vallgorguina   | Sant Celoni  |                         |
| Arenys de Munt |              | Sant Cebrià de Vallalta |
| Arenys de Mar  | Canet de Mar |                         |

## Geografia
- Llista de topònims de Sant Iscle de Vallalta (Orografia: muntanyes, serres, collades, indrets..; hidrografia: rius, fonts...; edificis: cases, masies, esglésies, etc).

## Demografia
| Entitat de població    | Habitants (2023) |
| Sant Iscle de Vallalta | 1.159            |
| la Font del Montnegre  | 172              |
| Can Ginebre            | 110              |
| Font: Idescat          |                  |

| 1497 f | 1515 f | 1553 f | 1717 | 1787 | 1857 | 1877 | 1887 | 1900 | 1910 |
| ------ | ------ | ------ | ---- | ---- | ---- | ---- | ---- | ---- | ---- |
| 50     | -      | 21     | -    | 303  | 905  | 836  | 840  | 794  | 826  |

| 1920 | 1930 | 1940 | 1950 | 1960 | 1970 | 1981 | 1990 | 1992 | 1994 |
| ---- | ---- | ---- | ---- | ---- | ---- | ---- | ---- | ---- | ---- |
| 729  | 661  | 664  | 706  | 667  | 521  | 483  | 496  | 524  | 524  |

| 1996 | 1998 | 2000 | 2002 | 2004  | 2006  | 2008  | 2010  | 2012  | 2014  |
| ---- | ---- | ---- | ---- | ----- | ----- | ----- | ----- | ----- | ----- |
| 712  | 725  | 839  | 961  | 1.016 | 1.166 | 1.235 | 1.280 | 1.322 | 1.304 |

| 2016  | 2018  | 2020  | 2022  | 2024  | 2026 | 2028 | 2030 | 2032 | 2034 |
| ----- | ----- | ----- | ----- | ----- | ---- | ---- | ---- | ---- | ---- |
| 1.292 | 1.313 | 1.342 | 1.433 | 1.458 | -    | -    | -    | -    | -    |

El 1579 es va segregar Canet de Mar, i el 1857 es va integrar Sant Pere de Riu a Tordera.